# Липина (Яворовский район)
Липина (укр. Липина) — село в Яворовской городской общине Яворовского района Львовской области Украины.
Население по переписи 2001 года составляло 308 человек. Занимает площадь 0,79 км². Почтовый индекс — 81021. Телефонный код — 3259.
В селе находится бывшая католическая церковь Святой Марии, ныне — церковь Рождества Богородицы УАПЦ.

## Уроженцы
- Репита, Василий Васильевич (1935—2020), советский баскетбольный тренер